# Helina whitei
Helina whitei este o specie de muște din genul Helina, familia Muscidae, descrisă de Malloch în anul 1922. Conform Catalogue of Life specia Helina whitei nu are subspecii cunoscute.